# Минорский, Владимир Фёдорович
Влади́мир Фёдорович Мино́рский (24 января [5 февраля] 1877, Корчева, Тверская губерния, Российская империя — 25 марта 1966, Кембридж, Англия, Великобритания) — русский востоковед и дипломат, исследователь истории, исторической географии, литературы и культуры Персии и Закавказья.

## Биография
Родился 24 января (5 февраля) 1877 года в Корчеве Тверской губернии, в еврейской семье. Племянник раввина Шломо Залмана Минора.
Окончил 4-ю Московскую гимназию с золотой медалью (1896), юридический факультет Московского университета (1900) и Лазаревский институт восточных языков (1903). Ученик А. Е. Крымского. Принял православие.

В 1903 году поступил в Азиатский департамент МИД. В 1904 году избран членом Московского археологического общества. Служил дипломатом в Иране (Персии) и Турции: драгоман генконсульства в Тавризе (1904—1908), второй драгоман миссии (с 1906 года). Полевым методом изучил курдский язык, что помогло ему стать одним из виднейших курдологов своего времени. 
Курдский вопрос в Персии, несомненно, рано или поздно обратит на себя всеобщее внимание… Со всеми вопросами, касающимися курдов, так или иначе связана Турция, при всех случаях старающаяся извлечь пользу из слабости своей соседки Персии.
 — пророчески писал В. Ф. Минорский в 1905 году.
С июня 1909 года — чиновник по дипломатической части при Туркестанском генерал-губернаторе.
В 1911 году опубликовал монографию о секте Ахл-е Хакк («людей истины»), за которую был удостоен золотой медали секции этнографии Императорского общества любителей естествознания, антропологии и этнографии. Секта Ахл-е Хакк была основана в конце XIV века. Большинство её членов — южные курды, проживающие на западе Ирана и на северо-востоке Ирака. Число приверженцев Ахл-е Хакк в то время достигало 2 миллионов человек. Их вероучение формировалось в рамках исламской культуры, в его основе лежат представления о последовательном воплощении Божества, реинкарнации и достижении спасения через самосовершенствование под руководством духовного наставника…
С 1912 года В. Ф. Минорский — 2-й секретарь русского посольства в Константинополе. В 1913 году женился на Татьяне Алексеевне Шебуниной (1894—?), дочери действительного статского советника, генерального консула в Константинополе Алексея Фёдоровича Шебунина.
4 ноября 1913 г. Минорский был включён в состав четырёхсторонней комиссии (русско-британо-турецко-персидской) по Турецко-персидскому разграничению. Русский комиссар Владимир Минорский возглавил разграничительные работы в Северо-Западной Персии. Руководствуясь геополитическими интересами России, Минорский в спорных демаркационных вопросах старался поддерживать Персию, где российское влияние тогда было достаточно сильным. В результате работы комиссии временно оккупированные турками районы Курдистана были возвращены Ирану.
С 1915 года Минорский — 1-й секретарь русской миссии в Персии; в феврале 1917 года вступил в управление миссией в качестве поверенного в делах.
После Октябрьской революции — эмигрант (de jure — невозвращенец). До мая 1919 года он оставался в Тегеране, затем долго прожил во Франции. Работал в посольстве Российской империи в Париже (вплоть до его закрытия) экспертом по Ближнему Востоку и Кавказу.
С 1923 года читал лекции по персидской литературе и истории ислама в Национальной школе живых восточных языков (École nationale des langues orientales vivantes) в Париже.
В 1930 г. назначен «восточным секретарём» намеченной на 1931 год Международной выставки персидского искусства в Берлингтон-Хаусе (Лондон). В 1932 году окончательно переехал в Великобританию и стал преподавать персидский язык в Лондонском университете. Внёс большой вклад в области тюркских, монгольских, кавказских, армянских и византийских исторических исследований. Действительный член Британской и Французской академий наук, Азиатских обществ Франции и Германии, почётный доктор Кембриджского и Брюссельского университетов.
В 1934 году Минорский участвовал в праздновании Тысячелетия Фирдоуси в Тегеране.
В 1937 году он получил звание профессора. В 1944 году вышел в отставку.
В 1946 году В. Ф. Минорский сделал политическое заявление, осудившее министра иностранных дел Великобритании Эрнеста Бевина, солидарного с премьер-министром Турции Сараджоглу в том, что, якобы, «в регионах Карса и Ардагана нет армян». Минорский напомнил известные слова Гитлера: «Кто сегодня помнит о резне армян?!» и указал, что память человечества не так уж коротка и оно помнит, что сделали младотурки с армянами.
В 1948—1949 годах Минорский преподавал в Университете Фуада (Каир).
В 1960 году был приглашён Академией наук СССР для участия в XXIII Международном конгрессе востоковедов в Москве.

Когда в 1962 году Институт востоковедения АН СССР провёл научную сессию, посвящённую 60-летию со дня рождения безвременно скончавшегося Юрия Николаевича Рериха, Минорский откликнулся небольшим очерком о своём друге и ученике, где, в частности, вспоминал: 
В начале 1920-х годов я вёл в Парижской школе восточных языков семинар по «Шах-наме»… Внезапно наше сотрудничество пополнилось новым гостем с дальнего запада. Юрий Николаевич только что закончил в Гарварде отделение дальневосточных языков и санскрита и приехал пополнить свои знания под руководством Поля Пеллио и других французских светил… Я думал, что он заглянул в мою аудиторию просто полюбопытствовать, что там делается, но оказалось, что он очень недурно знал по-персидски, и тотчас принял активное участие в наших занятиях… Юрий Николаевич свободно говорил на европейских языках и быстро устанавливал отношения. Я был крайне счастлив узнать, что такой крупный знаток глубин Азии — учёный не только по книгам, но и по непосредственным контактам с народами и землями, которым он посвятил свою жизнь, — нашёл своё место в Москве… Я думал с радостью, что Юрий Николаевич, от которого можно было ждать ещё много лет научной деятельности, вступит в строй, чтобы продолжить нашу научную традицию, что вокруг него соберётся молодёжь, что он станет желанным «катализатором» новых сил и стремлений. Судьба судила иначе. Она улыбнулась нам неожиданной возможностью побывать на Родине, но не позволила застать Юрия Николаевича в живых.
Умер 25 марта 1966 года в Англии, в Кембридже. Согласно завещанию, урна с его прахом была перевезена в Москву и захоронена на Новодевичьем кладбище.

## Комментарии
1. ↑  В XX веке старостильная дата рождения 24 января стала приходиться на 6 февраля по новому стилю, что и нашло отражение в его биографиях; например см. Vladimir Fedorovich Minorsky Архивная копия от 21 декабря 2016 на Wayback Machine (англ.)